# Indopinnixa
Indopinnixa is een geslacht van kreeftachtigen uit de klasse van de Malacostraca (hogere kreeftachtigen).

## Soorten
- Indopinnixa kasijani Rahayu & Ng, 2010
- Indopinnixa moosai Rahayu & Ng, 2010
- Indopinnixa mortoni Davie, 1992
- Indopinnixa sipunculana Manning & Morton, 1987